# Карликовий ліс

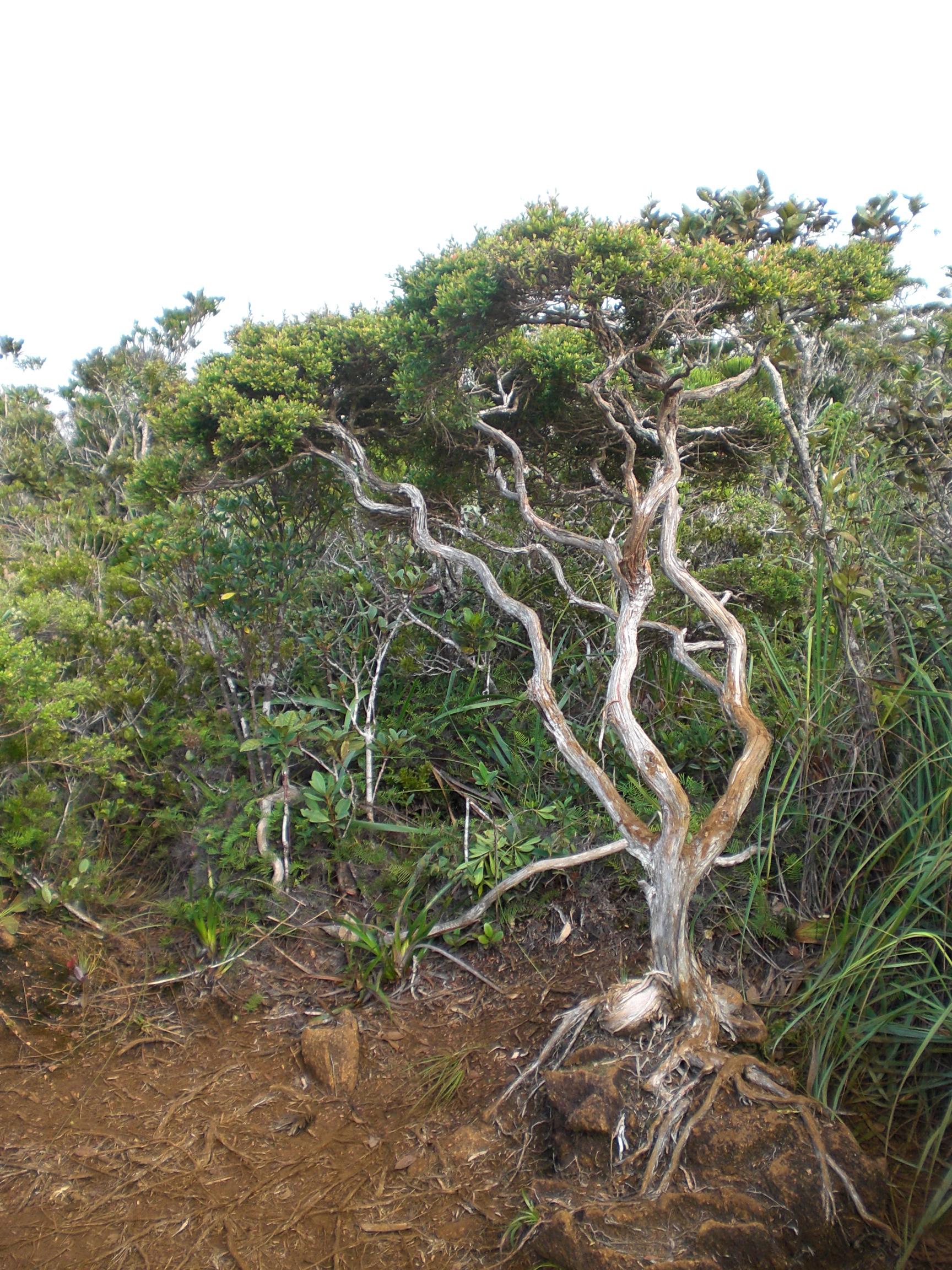
«Природний бонсай» у національному парку Маунт-Гамігітан на Філіппінах, об’єкті Світової спадщини ЮНЕСКО

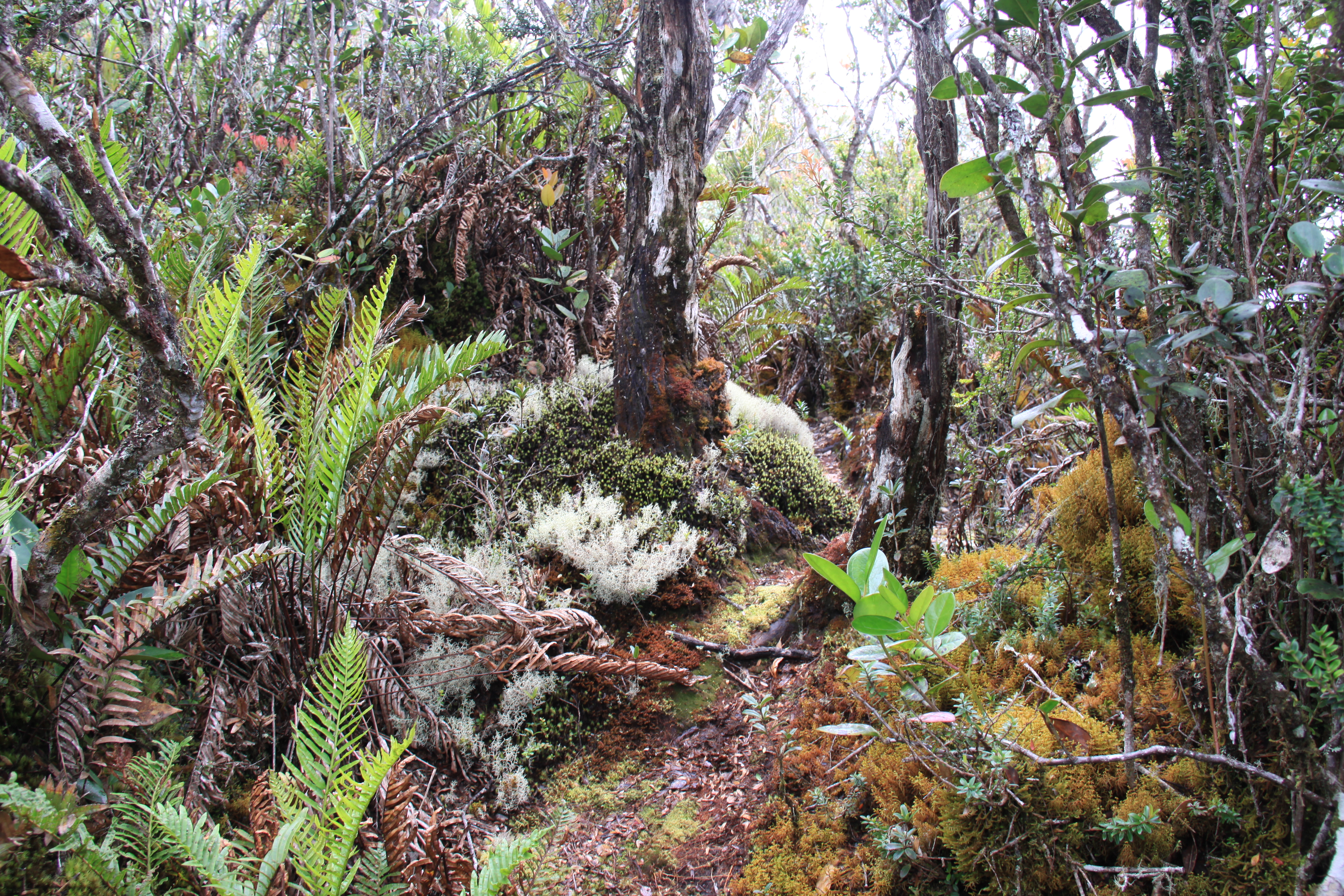
Ельфійський ліс у національному парку Гунунг-Лезер на Суматрі

Карликовий ліс або ельфійський ліс — незвичайна екосистема з мініатюрними деревами, де мешкають дрібні види фауни, такі як гризуни та ящірки. 
Зазвичай вони розташовані на висотах, в умовах достатньої вологості повітря, але бідного ґрунту. 
Існує два основних типи екосистем карликових лісів, що містять різні види та характеристики середовища: прибережні помірні та гірські тропічні регіони. 
Помірний прибережний карликовий ліс поширений у деяких частинах Південної Каліфорнії. 
Гірські тропічні ліси зустрічаються у тропічних нагір’ях Центральної Америки, півночі Південної Америки і Південно-Східної Азії. 
Існують також інші окремі приклади карликових лісів, розкиданих по всьому світу, тоді як найбільший карликовий ліс знаходиться на Філіппінах.

## Високогірний тропічний карликовий ліс
Високогірні тропічні хмарні ліси містять мохові вологі ельфійські ліси через опади на великій висоті. 
Для цих регіонів характерна низька кількість опадів, з більшою частиною води у вигляді мряки та туману. 
Опади в основному відбуваються вночі, коли хмари рухаються з океану над горами та перехоплюються рослинністю. Протягом дня потреба у воді зростає, оскільки хмари підіймаються над гірськими вершинами, без опадів. 

Ліси мають невеликі дерева (5-8 м), з неглибокою кореневою системою та великою кількістю епіфітів. 

Епіфіти складають значну частину пологу рослини, їх кількість у високогірних ельфійських тропічних лісах більша, ніж в інших тропічних лісах.

Карликові ліси частіше зустрічаються в ізольованих горах через ефект масивного зволоження. 
Ефект масивного зволоження — явище, коли верхня межа лісу зазвичай вище серед гір, розташованих у безпосередній близькості до інших гір. 
Гори в безпосередній близькості впливають на швидкість вітру і збереження тепла, зменшуючи негативний вплив клімату. 

### Флора
У гірських карликових лісах відносно мало видів, з невеликою кількістю домінуючих видів, які складають значну частину популяції. 
Низькі, горизонтально розгалужені, чагарникові рослини та щільні популяції мохів, лишайників і печеночників зустрічаються через високі швидкості вітру, низькі температури та зменшення освітленості через стійкі хмари та тумани, які обмежують ріст високих рослин. 

Висока швидкість вітру виступає визначальним фактором росту карликових лісів, особливо на хребтах і схилах. 
Низький зріст підвищує структурну стійкість рослин. 

Дерева, що зазнають вплив вітру, витрачають більше своїх ресурсів на підвищення міцності, ніж на ріст, проти дерев, що не зазнають впливу вітру. Зміцнення призводить до стовщення стовбурів і гілок, що підвищує здатність дерев протистояти сильнішим вітровим навантаженням поблизу пасма. 

Великий відсоток енергії також виділяється на вирощування та підтримку великих кореневих структур, що надає подальше зміцнення дерева та підвищення його стійкості до сильних вітрів. 

Рослини тут мають листя з властивостями стійкості до вологи, наприклад крапельними кінчиками та восковими кутикулами. 

Вони також мають повільну швидкість транспірації та метаболізму через низькі температури та низьке проникнення радіації. 

Значний відсоток рослин містить алкалоїди та інші природні продукти, які, ймовірно, допомагають борються з великою кількістю травоїдних комах. Це також може пояснити низьку площу поверхні листя та низьку швидкість транспірації рослин. 
Одне дослідження показало, що листя десяти видів рослин мали приблизно 70-98% усіх листків, пошкоджених комахами. 

### Фауна
Через велику висотність в ельфійських лісах низьке біорізноманіття хребетних. 
Колібрі та кажани складають велику частку хребетних у деяких районах, як правило, як висотні мігранти під час сезонних змін, наприклад, для розмноження або через надлишок їжі. 

Інші види хребетних — дрібні гризуни.

### Сезонні коливання
Опади, як правило, сезонні, рідкісні та невеликі, тому туман є значним джерелом води під час сухих сезонів. 

Протягом року швидкість вітру, температура та вологість досить стабільні, при цьому вологість зазвичай перевищує 90%. 

В одному місці дослідження на півострові Гуахіра опади в сухий сезон становили від 1 до 4 днів на місяць, тоді як у вологий сезон, хоча й збільшилися, вони все ще були відносно низькими — від 4 до 12 днів на місяць, 

що підтверджує тезу, що більша частина води в цьому регіоні надходить в умовах низької хмарності та перехоплення туману. 

### Приклади
- Карликовий ліс гори Гамігітан[en] на Мінданао, Філіппіни на висотах 1160–1200 м над рівнем моря). [9] Це національний парк і охоронна територія з 2004 року, а в 2014 році він був оголошений об’єктом Світової спадщини ЮНЕСКО.  За оцінками, тут мешкає близько 1380 різних видів; з них — 341 ендемік Філіппін (Pithecophaga jefferyi, Cacatua haematuropygia та Carlito syrichta). Кілька видів є ендемічними для самої гори Гамігітан: Nepenthes hamiguitanensis, Lindsaea hamiguitanensis і метелик (Delias magsadana).[9][10][11][12] Карликовий ліс на горі Гамігітан площею 6834 га є найбільшим карликовим лісом на Філіппінах і, можливо, у світі[13][14] Він зливається з лісами моховими, Діптерокарпові та гірськими на нижчих висотах.[13][15]
- Національний ліс Ель-Юнке[en]. Пуерто-Рико має карликові ліси на висотах понад 900 м [16], як і державний ліс Лос-Трес-Пікачос[en]. [17]

## Прибережний помірний ельфійський ліс
Ельфійські ліси Каліфорнії є основним прикладом прибережних помірних карликових лісів. 
Великі за площею й охоплюють більшу частину гір у південній частині Каліфорнії, простягаючись до Мексики, Невади й Аризони. 
 
Також зустрічаються по всьому штату, у північних і центральних областях.

### Флора
Райони чапаралю можуть бути заболочені взимку, а посушливі та пустельні – влітку, місцеві рослини в цих сухих ельфійських лісах, як правило, набагато нижчі, менші та компактні, ніж споріднені рослини в інших місцях. 

Деякі з рослин, що зазвичай зустрічаються в каліфорнійських лісах, включаючи багато інтродукованих видів: Cistanthe umbellata, Frankenia salina і Lotus; а також дерева та кущі: Adenostoma fasciculatum, Arctostaphylos, Ceanothus, Rhus, Salvia та Quercus berberidifolia.

### Фауна
Лісова фауна каліфорнійських ельфійських лісів містить: Peromyscus, Reithrodontomys, Microtus californicus, Chaetodipus californicus, Dipodomys і Sceloporus, а також інших дрібних хребетних. 

### Сезонні коливання
Каліфорнійський клімат зазвичай характеризується вологою зимою та сухим літом. 
Рослини, знайдені в ельфійських лісах, ростуть взимку і впадають у стан спокою влітку через посуху. 
Рослини також отримують вологу з повітря, перехоплюючи туман, щоб доповнити низьку сезонну кількість опадів. 

### Утворення
Утворення прибережних ельфійських лісів у північній Каліфорнії та Орегоні почалося з серії морських терас. 
Поєднання підйому та зміни рівня океану сформувало систему терас, у результаті чого утворилися «екологічні сходи», причому кожна тераса приблизно на 100 000 років старша, ніж та, що знаходиться під нею, і підтримує чітку асоціацію ґрунтів, мікробів, рослин і тварин. 
Дюна, відштовхнута далі від узбережжя через коливання рівня моря, ковзає по передній і застигає, що підіймається терасою. 
Піонерні рослинні угруповання заселяють молоду терасу. 
Послідовність рослинних угруповань, що повторюється на кожній терасі, зрештою утворює дуже специфічний підзол, відомий як серія Блеклок, 

що створює негостинне середовище для видів і значно стримує подальше зростання на терасі. 
Дренаж на цих сходах у кращому випадку поганий, і рослини сидять у басейні з власними дубильними речовинами та кислотами протягом більшої частини вологого сезону. 
Через обмежену рухливість коренів і кислий ґрунт рослинні угруповання на цих терасах виростають у низькорослі форми. 
Залишки екологічних сходів, безсумнівно, існують, однак більшість з них було знищено для забудови чи вирубки.